# 2020년 하계 올림픽 뉴질랜드 선수단
뉴질랜드는 2021년 7월 23일부터 8월 8일까지 일본 도쿄에서 열린 제32회 하계 올림픽에 참가했다.
2020년 대회는 당초 2020년 7월 24일부터 8월 9일까지 열릴 예정이었으나 코로나19 범유행으로 인해 2021년 7월 23일부터 8월 8일로 연기됐다. 1920년 앤트워프 하계 올림픽에서 첫선을 보였으며 이후 모든 대회에 출전한 것은 독립 국가로서 하계 올림픽에 참가한 24번째 대회였다. 뉴질랜드 대표팀은 21개 종목에 걸쳐 212명의 선수(남자 112명, 여자 100명)로 구성되었다.
뉴질랜드 대표팀은 이번 대회에서 금메달 7개, 은메달 6개, 동메달 7개 등 총 20개의 메달을 획득해 2016년 하계 올림픽에서 획득한 18개의 메달 기록을 넘어섰다. 수집된 7개의 금메달은 1984년 하계 올림픽에서 수집한 8개의 메달에 이어 두 번째이다. 조정은 5개의 메달로 스포츠를 이끌었고, 카누는 3개의 메달, 7인제 럭비, 사이클과 육상에서 각각 2개의 메달, 항해, 골프, 복싱, 트램폴린, 테니스, 철인 3종 경기에서 각각 1개의 메달을 획득했다. 뉴질랜드가 트램펄린(및 일반 체조)과 테니스에서 메달을 획득한 것은 이번이 처음이었다.
스프린트 카누 선수 리사 캐링턴(Lisa Carrington)은 여자 K-1 200m, K-1 500m에서 금메달을 획득했고, 케이틀린 리갈(Caitlin Regal)과 함께 K-2 500m에서 금메달 5개를 포함해 총 6개의 메달을 획득해 뉴질랜드에서 가장 성공적인 올림픽 선수가 되었다. 노젓는 사람 엠마 트위그는 지난 두 경기에서 4위를 한 후 여자 싱글 스컬에서 금메달을 획득했다. 남자 조정 8인조는 1972년 이후 처음으로 금메달을 획득했으며, 해미시 본드는 올림픽 3회 연속 금메달을 획득한 최초의 뉴질랜드 선수가 되었다. 조정 페어인 케리 고울러와 그레이스 프렌더가스트는 여자 페어에서 금메달을 획득한 후 여자 8팀이 은메달을 획득하는 데 도움을 주었다. 여자 7인제 럭비팀은 결승전에서 프랑스를 26-12로 꺾고 금메달을 획득하며 2016년 대회에서의 은메달보다 우위를 가져갔다.

## 출전 선수
| 종목         | 남자 | 여자 | 전체 |
| ------------ | ---- | ---- | ---- |
| 육상         | 8    | 5    | 13   |
| 복싱         | 1    | 0    | 1    |
| 카누         | 3    | 5    | 8    |
| 사이클       | 12   | 8    | 19   |
| 다이빙       | 1    | 0    | 1    |
| 승마         | 5    | 1    | 6    |
| 하키         | 16   | 16   | 32   |
| 축구         | 22   | 22   | 44   |
| 골프         | 1    | 1    | 2    |
| 체조         | 2    | 1    | 3    |
| 가라테       | 0    | 1    | 1    |
| 조정         | 15   | 15   | 30   |
| 럭비         | 13   | 13   | 26   |
| 요트         | 7    | 3    | 10   |
| 사격         | 0    | 2    | 2    |
| 서핑         | 1    | 1    | 2    |
| 수영         | 2    | 5    | 7    |
| 태권도       | 1    | 0    | 1    |
| 테니스       | 2    | 0    | 2    |
| 트라이애슬론 | 2    | 2    | 4    |
| 역도         | 2    | 3    | 5    |
| 전체         | 116  | 104  | 220  |

## 같이 보기
- 올림픽 뉴질랜드 선수단